# Умма-хан V
Умма-хан V Видатний (або Несамовитий) (ав. Кӏудияв Гӏумахан; 1761/1762 — 22 березня 1801) — нуцал Аварського ханства в 1774–1801 роках.

## Життєпис
Син Мухаммад-нуцала IV, правителя Аварського ханства, та Баху (онуки Ахмед-хана, уцмія Кайтагу. Народився 1761 або 1762 року в Хунзаху. 1774 року після того, як його батька було вбито акушинцями, став на чолі Аварії.
Невдовзі доєднався до антикубинської коаліції у складі Кайтазького уцмійства, Табасаранського кадійства, Мехтулінського і Газікумуського ханств. Брав участь в битві на Гавдушанському полі, де Фаталі-хан, правитель Куби, зазнав нищівної поразки.
1782 року здійснив успішний похід проти кубинського ханства на захист ахтиської громади. 1784 році прийняв посланців Османської імперії, які спонукали того на атаку проти Іраклія II, царя Картлі-Кахетії. Натомість отримав від османів 500 кісів (або 27500 курушів). Восени 1785 року Умма-хан V напав на Картлі, де спочатку захопив фортецю Агджа-кала. Слідом за цим пограбував ахтальські копальні та сплюндрував район Лорі. На початку листопада Умма-хан V напав на Верхню Імеретію, де захопив фортецю Вахан. Зимувати зупинився в Ахалицу. У 1786 році уклав мирний договір з Іраклієм II, який зобов'язався сплачувати 10 тис. срібних монет щорічно в обмін на збереження миру.
У квітні 1786 року Умма-хан V прибув до свого союзника Ібрагім Халіл-хана, володаря Карабаху. Звідси рушив до Аварії. На шляху сплюндрував Гянджийське ханство, взявши з нього 5 тис. монет сріблом. Того ж 1786 року, напав на Шемаху, яку нещодавно відвоював Фаталі-хан. Місто було сплюндровано. В результаті Фаталі-хан передав Умма-хану V володіння Салян та зобов'язався сплатити 200 тис. монет сріблом.
1787 року за закликом Османської імперії атакував та захопив Нахічевань. Того ж року спільно з карабським ханом завдав поразки Карадазькому ханству.
1788 року нуцал атакував місто Аксу, що належало Фаталі-хану, за невиконання умов договору 1786 року. Але останній за підтримки шамхала Баммата II відбив напад аварського війська. Того ж року відмовиву допомогу імаму Шейх Мансуру в боротьбі проти Російської імперії, розглядаючи пріорітетом південний напрямок. За це отримав від імператорського уряду допомогу на військо у 6 тис. карбованців. 1787 року підтвердив союз з Османською імперією, отримавши 8 тис. курушей. 1789 року після смерті Фаталі-хана втрутився у боротьбі за трон Кубинського ханства.
1795 року допоміг Селіму, брату шекінського хана Мухаммед-Гасана, повалити останнього й самому посісти трон Шекі. 1796 року поновився конфлікт з Картлі-Кахетією через невиконання царем Іраклієм II угоди 1786 року. Картлійський правитель сподівався на допомогу російського корпусу, що перебував у Картлі. При цьому не надав допомоги Сурхай-хану II, газікумуському хану, у боротьбі проти Російської імперії. 1797 року після виведення перед тим російського корпусу Умма-хан V наказав сплюндрувати Кахетію.
1799 року втрутився у боротьбу за трон Картлі-Кахетії на боці царевича Олександра Багратіоні. Його суперника — Георгія XII — підтримала Російська імперія. У битві на річці Іорі Умма-хан V зазнав поразки, відступивши до Карабаського ханства.
1800 року розпочав мирні перемовини з Росією, зголосившись номінально визнати її зверхність. 1801 року зібравши нові війська, вирішив через гянджийське ханство атакувати Кахетію. Проте раптово захворів й помер в Балакані. Трон нуцала успадкував його брат Гебек I.